# Liste der Kellergassen in Kapelln
Die Liste der Kellergassen in Kapelln führt die Kellergassen in der niederösterreichischen Gemeinde Kapelln an.
| Foto |                 | Kellergasse               | Standort                | Beschreibung |
| ---- | --------------- | ------------------------- | ----------------------- | --- |
| BW   | Datei hochladen | (Unterkilling)            | KG: Killing Standort    | Die einseitige Einzelkellergasse befindet sich an der östlichen Ortsausfahrt von Unterkilling an einer Geländekante. Sie besteht aus zwölf Kellern auf 200 Metern Länge. Die älteste Datierung ist von 1842.                                                                                        |
| ja   | Datei hochladen | Kellerstraße (Etzersdorf) | KG: Etzersdorf Standort | Die beidseitige Einzelkellergasse befindet sich am nördlichen Ortsrand in einer Mulde. Sie besteht aus sieben Kellern auf 60 Metern Länge. |
| ja   | Datei hochladen | Flinsberg/Weingartfeld    | KG: Etzersdorf Standort | Die einseitige Einzelkellergasse befindet sich an einer Geländekante am Waldrand nördlich außerhalb der Ortschaft. Sie besteht aus zwölf Gebäuden, einige davon mit Holzfassade, auf 200 Metern Länge. Etwa zweihundert Meter südwestlich davon befinden sich zwei Kellergebäude in den Weingärten. |
| BW   | Datei hochladen | (Unterau)                 | KG: Katzenberg Standort | Die kurze einseitige Einzelkellergasse befindet sich an einer Geländekante am östlichen Ortsrand von Mitterau und umfasst neben einer neuen Lagerhalle vier Keller. 150 Meter östlich davon befindet sich ein weiterer Keller zwischen Mitterau und Unterau.                                        |
| BW   | Datei hochladen | (Pönning)                 | KG: Pönning Standort    | Die kurze einseitige Einzelkellergasse befindet sich an einer Geländekante am nördlichen Ortsrand. |

| Foto:                    | Fotografie der Kellergasse (Gesamtheit). Klicken des Fotos erzeugt eine vergrößerte Ansicht. Daneben finden sich zwei Symbole: \| Weitere Bilder vorhanden \| Das Symbol bedeutet, dass weitere Fotos des Objekts verfügbar sind. Durch Klicken des Symbols werden sie angezeigt. \| \| Eigenes Foto hochladen \| Durch Klicken des Symbols können weitere Fotos des Objekts in das Medienarchiv Wikimedia Commons hochgeladen werden. \| |
| Name:                    | Bezeichnung der Kellergasse |
| Standort:                | Es ist die Katastralgemeinde (KG) angegeben. Durch Aufruf des Links Standort wird die Lage der Kellergasse in verschiedenen Kartenprojekten angezeigt. |
| Beschreibung             | Kurze Beschreibung der Kellergasse |
| Weitere Bilder vorhanden | Das Symbol bedeutet, dass weitere Fotos des Objekts verfügbar sind. Durch Klicken des Symbols werden sie angezeigt. |
| Eigenes Foto hochladen   | Durch Klicken des Symbols können weitere Fotos des Objekts in das Medienarchiv Wikimedia Commons hochgeladen werden. |